# Andrzej Hrydzewicz
Andrzej Hrydzewicz (ur. 30 czerwca 1932 w Wilnie, zm. 28 kwietnia 2020 we Wrocławiu) – polski aktor teatralny, telewizyjny i filmowy. 
W 1952 ukończył katowickie studium aktorskie. Był aktorem Teatru Śląskiego im. S. Wyspiańskiego (1952-56), Teatru Ludowego w Nowej Hucie (1959-65), oraz wrocławskich: Teatru Polskiego (1965-75 i 1977-86), Teatru Współczesnego (1976-77 i 1986-89).
Jego żona była aktorką Krzesisława Dubielówna (1934-2025). 
Pochowany na Nowym Cmentarzu Komunalnym przy ulicy Sudeckiej w Jeleniej Górze.

## Filmografia

### Filmy
- 1981: Klejnot wolnego sumienia
- 1981: Rdza
- 1980: Zamach stanu
- 1980: Przed odlotem
- 1975: Hazardziści
- 1974: To ja zabiłem
- 1972: Anatomia miłości
- 1971: Pierwsza miłość
- 1970: Lokis. Rękopis profesora Wittembacha
- 1968: Lalka
- 1967: Fatalista
- 1967: Słońce wschodzi raz na dzień
- 1967: Morderca zostawia ślad
- 1967: Zabijaka
- 1964: Rękopis znaleziony w Saragossie
- 1964: Panienka z okienka
- 1963: Weekendy
- 1962: Jak być kochaną
- 1961: Dziś w nocy umrze miasto
- 1960: Zobaczymy się w niedzielę
- 1958: Pigułki dla Aurelii
- 1958: Dwoje z wielkiej rzeki
- 1958: Wolne miasto
- 1954: Kariera

### Seriale telewizyjne
- 2005-2006: Tango z aniołem
- 1998-1999: Życie jak poker
- 1986: Na kłopoty... Bednarski
- 1985: Zamach stanu
- 1982: 3 + Jedna
- 1979: Strachy
- 1979: Najdłuższa wojna nowoczesnej Europy
- 1978: Życie na gorąco
- 1977: Znak orła